# جفيداس سبيكس
جفيداس سبيكس مواليد 27 مارس 1984 في بريناي، الجمهورية الليتوانية السوفيتية الاشتراكية، هو لاعب كرة مضرب ليتواني يلعب باليد اليمنى. أعلى تصنيف له في تصنيف رابطة محترفي كرة المضرب في الفردي كان 488. أعلى تصنيف له في الزوجي كان 548.

## روابط خارجية
- جفيداس سبيكس على موقع رابطة محترفي التنس (الإنجليزية)
- جفيداس سبيكس على موقع الاتحاد الدولي لكرة المضرب (الإنجليزية)
- جفيداس سبيكس على موقع كأس ديفيز (الإنجليزية)
- جفيداس سبيكس على موقع خلاصة التنس.كوم (الإنجليزية)